# 道の駅大社ご縁広場

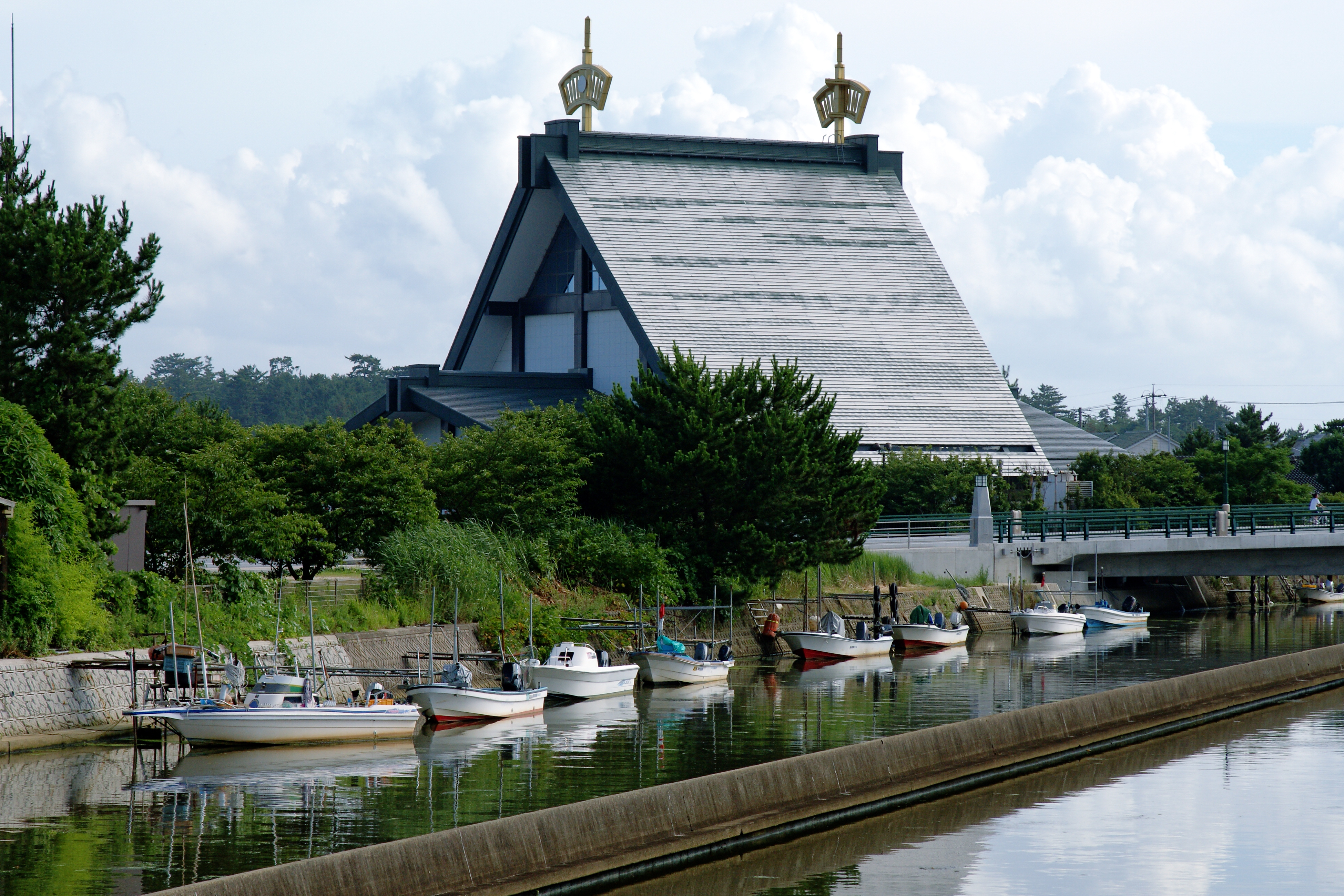
堀川と道の駅大社ご縁広場

道の駅大社ご縁広場（みちのえき たいしゃごえんひろば）は、島根県出雲市大社町修理免にある島根県道161号斐川出雲大社線の道の駅である。

## 施設
- 駐車場：208台
  - 普通車：198台
  - 大型車：10台
  - 身障者用：2台
- トイレ
  - 道の駅内側 (8:30 - 17:00)
    - 男：大2器・小 5器
    - 女：4器
    - 身障者用：1器

  - 道の駅外側 (24H)
    - 男：大 4器・小 6器
    - 女：6器
    - 身障者用：1器
- 公衆電話：1台
- 休憩所
- 美術館「吉兆館」
- 情報コーナー
- ベビーベッド

## 休館日
- 年末年始

## アクセス
- 島根県道161号斐川出雲大社線 - 登録路線

## 周辺
- 堀川
- 出雲大社

正月三が日の10 - 18時まで（出雲大社発着基準）の一畑バスの出雲大社行きは大社周辺が交通規制のためこの道の駅で折り返す。